# Alessandro D'Addario
Alessandro D'Addario, né le 9 septembre 1997 à Saint-Marin, est un footballeur international saint-marinais qui évolue au poste d'arrière droit au Tre Fiori.

## Biographie

### Carrière en club

#### Passage en Italie (2015-2018)
Formé à San Marino Calcio, D'Addario est transféré en 2015 à Pianese, un club de Serie D, dans lequel il joue quarante-sept matches et marque un but.
En 2017, il est transféré au Rimini FC, un autre club de Serie D, où il et joue dix matches.

#### Passage à Saint-Marin (depuis 2018)
En 2018, il est transféré au club saint-marinais de La Fiorita.
Il retourne ensuite à son club formateur, le San Marino Calcio, qui évolue en Serie D.
En 2019, il est transféré au club saint-marinais de Tre Fiori.

### Carrière en sélection
Après d'être passé dans les catégories de jeunes saint-marinaises, il fait ses débuts avec la sélection saint-marinaise le 22 février 2017, contre Andorre (défaite 0-2).